# Hispidula rubra
Hispidula rubra är en svampart som beskrevs av P.R. Johnst. 2003. Hispidula rubra ingår i släktet Hispidula och familjen Hyaloscyphaceae.   Inga underarter finns listade i Catalogue of Life.